# كأس أيرلندا الشمالية 2003–04
كأس أيرلندا الشمالية 2003–04 (بالإنجليزية: 2003–04 Irish Cup)‏ هو موسم من كأس أيرلندا. كان عدد الأندية المشاركة فيه  32، وفاز فيه غلينتوران.